# Oliveira Botelho
Francisco Chaves de Oliveira Botelho, ou simplesmente Oliveira Botelho, (Montevidéu, Uruguai 19 de fevereiro de 1868 — Resende, 3 de junho de 1943) foi um médico e político brasileiro.

## Vida
Nascido na capital uruguaia enquanto seu pai exercia função diplomática, doutorou-se em medicina pela Faculdade da Bahia em 1890. Residiu na cidade de Resende, no Sul Fluminense, onde clinicou por muito tempo.
Foi deputado estadual fluminense de 1901 a 1905. De 1º de novembro a 31 de dezembro de 1906 assumiu pela primeira vez a presidência do estado do Rio de Janeiro, após a eleição de Nilo Peçanha para o governo federal. Foi sucedido por Alfredo Backer. Em 1909, foi eleito deputado federal.
Voltou ao cargo de governador, dessa vez eleito, em 31 de dezembro de 1910, passando o cargo novamente para Nilo Peçanha, em 31 de dezembro de 1914. Em seu governo foi construído em 1913 o conjunto cívico e cultural da Praça da República, no Centro de Niterói, então capital do Estado, para abrigar uma praça monumental, os prédios sede dos três poderes estaduais, da chefatura de polícia, da Escola Central e uma biblioteca pública.
Foi novamente eleito para a Câmara dos Deputados, em 1926. Durante esse Governo Washington Luís, substituiu Getúlio Vargas no Ministério da Fazenda, quando este se demitiu para candidatar-se ao governo gaúcho, tendo Oliveira Botelho permanecido à frente daquele durante a Crise de 1929 até a Revolução de outubro de 1930, quando se retirou da vida pública.